# Wieniawa (przystanek kolejowy)
Wieniawa – przystanek kolejowy w Wieniawie, w województwie mazowieckim, w Polsce.

## Ruch pasażerski

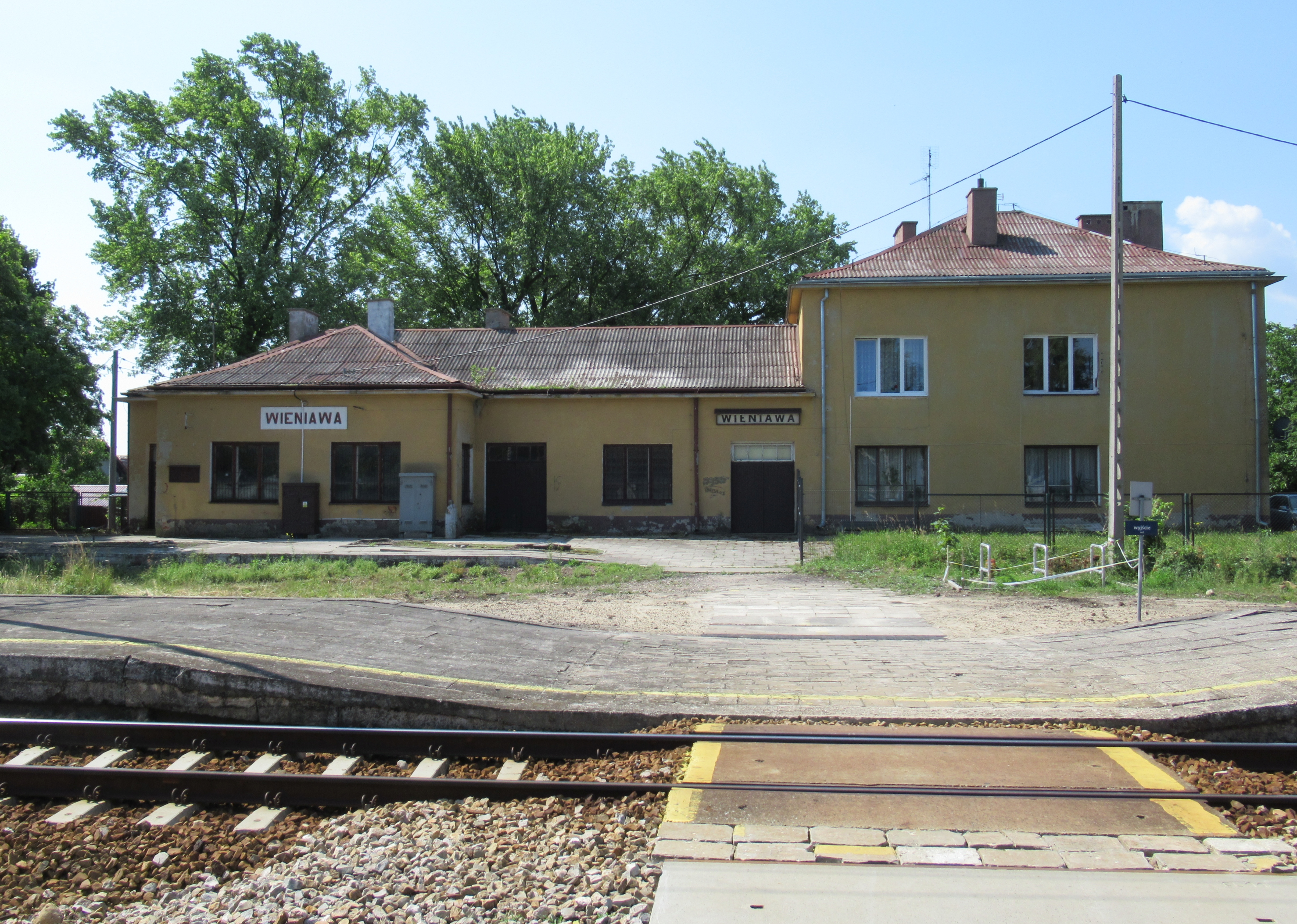
Budynek stacyjny

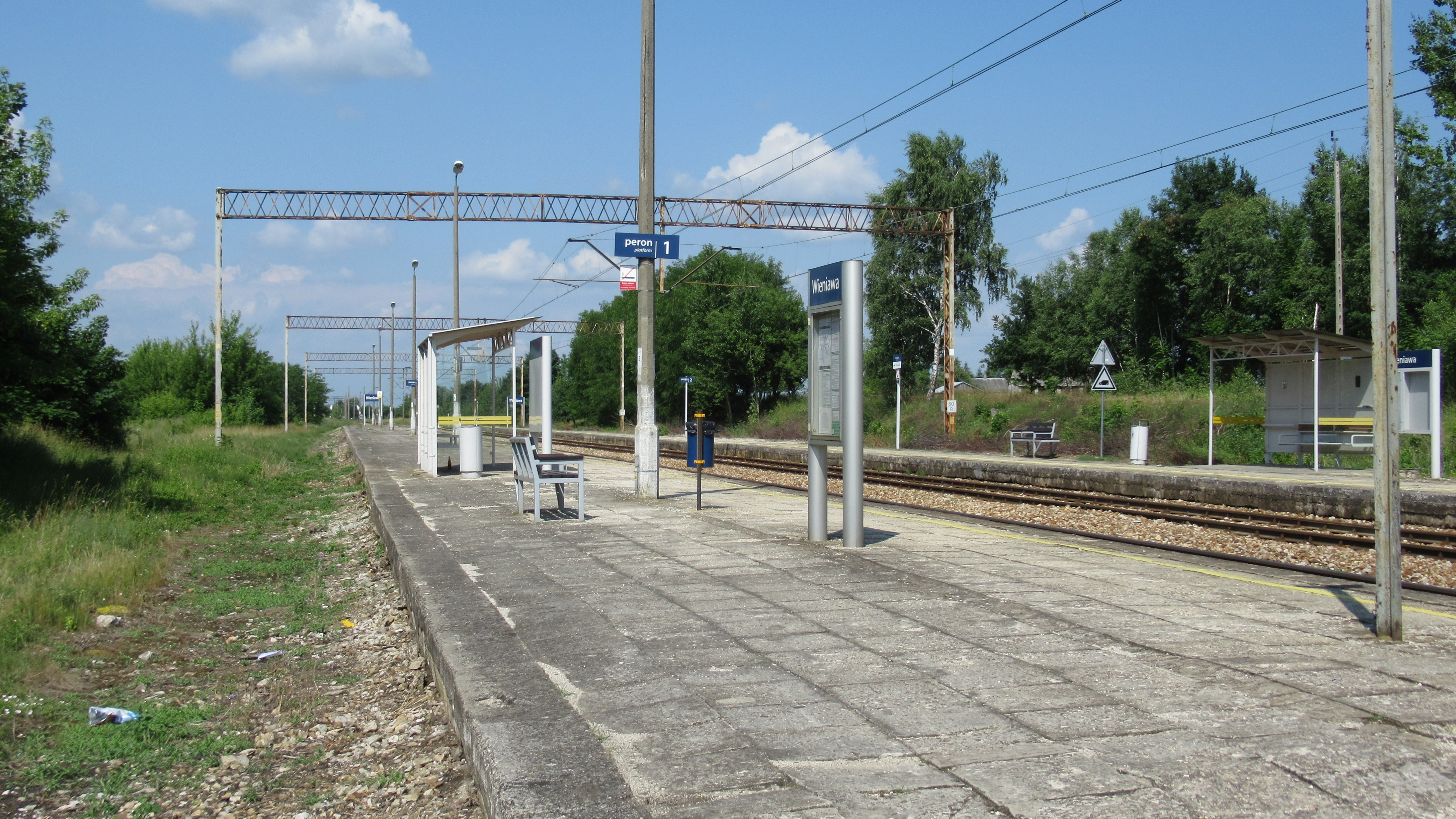
Perony przystanku

| Rok  | Wymiana pasażerska na dobę |
| ---- | -------------------------- |
| 2017 | 0-9                        |
| 2022 | 20-29                      |